# Chi Thằn lằn đá ngươi tròn
Chi Thằn Lằn đá ngươi tròn (Danh pháp khoa học:Cnemapis) là một chi thằn lằn trong họ Gekkonidae. Phân tán rộng rãi ở Châu Phi và Châu Á. Với hơn 100 loài khác nhau, nó là một trong những chi đa dạng nhất của tắc kè.Các phát sinh chủng loài phân tử cho thấy rằng ba nhóm khu vực này có thể tạo thành các nhánh riêng biệt không phải là họ hàng gần nhất của nhau.

## Các loài

### Nhóm Thằn lằn đá ngươi tròn Châu Phi
- C. africana (Werner, 1895) – Thằn lằn đá châu Phi
- C. alantika Bauer, Chirio, Ineich, & LeBreton, 2006
- C. barbouri Perret, 1986 - Thằn lằn đá Barbour's
- C. dickersonae (Schmidt, 1919) – Dickerson's forest gecko, four-lined forest gecko
- C. dilepis Perret, 1963 – two-scaled gecko
- C. elgonensis Loveridge, 1936 – Mount Elgon forest gecko
- C. gigas Perret, 1986 – Perret's Nigeria gecko, giant forest gecko
- C. koehleri (Mertens, 1937) – Koehler's gecko
- C. occidentalis Angel, 1943 – western gecko
- C. petrodroma Perret, 1986 – Nigeria crag gecko, Ondo forest gecko
- C. quattuorseriata (Sternfeld, 1912) – Sternfeld's gecko
- C. spinicollis (Müller, 1907)
- C. uzungwae Perret, 1986 – Tanzania gecko

### Tiểu lục địa Ấn Độ và quần đảo Sri Lanka
- C. aaronbaueri Sayyed, Grismer, Campbell, & Dileepkumar, 2019
- C. adii Srinivasulu, Kumar, & Srinivasulu, 2015 – Adi's day gecko
- C. agarwali Khandekar, 2019 – Agarwal's dwarf gecko
- C. ajijae Sayyed, Pyron, & DiLeepkumar, 2018 – Ajija's day gecko
- C. alwisi M. Wickramasinghe & Munindradasa, 2007[1] – Alwis's day gecko
- C. amba Khandekar, Thackeray, & Agarwal, 2019 – Amba dwarf gecko
- C. amboliensis Sayyed, Pyron, & DiLeepkumar, 2018 – Amboli day gecko
- C. amith Manamendra-Arachchi, Batuwita, & Pethiyagoda, 2007 – Amith's day gecko
- C. anamudiensis Cyria, Johny, Umesh, & Palot, 2018
- C. anandani Murthy, Nitesh, Sengupta, & Deepak, 2019 – Anandan’s day gecko
- C. andersonii (Annandale, 1905)
- C. anslemi Karunarathna & Ukuwela, 2019
- C. assamensis Das & Sengupta, 2000 – Assam day gecko
- C. australis Manamendra-Arachchi, Batuwita, & Pethiyagoda, 2007 – southern day gecko
- C. avasabinae Agarwal, Bauer, & Khandekar, 2020 – Sabin’s Nellore dwarf gecko[2]
- C. amba Khandekar, Thackeray, & Agarwal, 2019 – Amba dwarf gecko
- C. balerion Pal, Mirza, Dsouza, & Shanker, 2021
- C. beddomei (Theobald, 1876) – Beddome's day gecko
- C. boiei (JE Gray, 1876) – Boie's day gecko
- C. butewai (Karunarathna et. al., 2019) – Butewe's day gecko
- C. chengodumalaensis Cyriac, Palot, Deuti, & Umesh, 2020
- C. dissanayakai (Karunarathna et. al., 2019) – Dissanayaka's day gecko
- C. flavigularis Pal, Mirza, Dsouza, & Shanker, 2021
- C. flaviventralis Sayyed, Pyron, & Dahanukar, 2016 – yellow-bellied day gecko
- C. galaxia Pal, Mirza, Dsouza, & Shanker, 2021
- C. gemunu De Silva, Greenbaum, & Jackman, 2007
- C. girii Mirza, Pal, Bhosale, & Sanap, 2014 – Giri's day gecko
- C. goaensis Sharma, 1976 – Goan day gecko
- C. godagedarai Silva, Bauer, Botejue, & Karunarathna, 2019 – Godagedara's day gecko
- C. gotaimbarai (Karunarathna et. al., 2019) – Gotaimbara's day gecko
- C. gracilis (Beddome, 1870) – graceful day gecko
- C. graniticola Agarwal, Thackeray, Pal, & Khandekar, 2020 – granite dwarf gecko
- C. gunasekarai Amarasinghe, Karunarathna, Madawala, & de Silva, 2021
- C. gunawardanai Amarasinghe, Karunarathna, Madawala, & de Silva, 2021
- C. heteropholis Bauer, 2002 – Gund day gecko, different-scaled day gecko
- C. hitihamii (Karunarathna et. al., 2019) – Hitihami's day gecko
- C. indica Gray, 1846 – Indian day gecko, Nilgiri dwarf gecko
- C. ingerorum Batuwita, Agarwal, & Bauer, 2019
- C. jackieii Pal, Mirza, Dsouza & Shanker, 2021
- C. jerdonii (Theobald, 1868) – Jerdon's day gecko
- C. kallima Manamendra-Arachchi, Batuwita, & Pethiyagoda, 2007
- C. kandambyi Batuwita & Udugampala, 2017
- C. kandiana (Kelaart, 1852), Kandyan day gecko[3]
- C. kawminiae (Karunarathna et. al., 2019) – Kawmini's day gecko
- C. kivulegedarai (Karunarathna et. al., 2019) – Kivulegedara's day gecko
- C. kohukumburai (Karunarathna et. al., 2019) – Kohukumbura's day gecko
- C. kolhapurensis (Giri, Bauer, & Gaikwad, 2009) [4] – Kolhapur day gecko
- C. kotagamai (Karunarathna et. al., 2019) – Kotagama's day gecko
- C. kottiyoorensis Cyriac and Umesh, 2014 – Kottiyoor day gecko
- C. koynaensis Khandekar, Thackeray, & Agarwal, 2019 – Koyna dwarf gecko
- C. krishnagiriensis Agarwal, Thackeray, & Khandekar, 2021 – Krishnagiri dwarf gecko
- C. kumarasinghei Wickramasinghe & Munindradasa, 2007 – Kumarasinghe's day gecko
- C. latha Manamendra-Arachchi, Batuwita, & Pethiyagoda, 2007 – Latha's day gecko
- C. limayei Sayyed, Pyron, & Dileepkumar, 2018 – Limaye's day gecko
- C. lithophilis Pal, Mirza, Dsouza, & Shanker, 2021
- C. littoralis (Jerdon, 1854) – coastal day gecko
- C. lokugei Karunarathna et. al., 2021 – Lokuge's day gecko
- C. maculicollis Cyria, Johny, Umesh, & Palot, 2018
- C. magnifica Khandekar, Thackeray, Pal, & Agarwal, 2020 – Magnificent dwarf gecko
- C. mahabali Sayyed, Pyron, & Dileepkumar, 2018 – Mahabal's day gecko
- C. manoae Amarasinghe & Karunarathna, 2020 – Mano's day gecko
- C. menikay Manamendra-Arachchi, Batuwita, & Pethiyagoda, 2007
- C. molligodai Wickramasinghe & Munindradasa, 2007 – Molligoda's day gecko
- C. monticola Manamendra-Arachchi, Batuwita, & Pethiyagoda, 2007
- C. mysoriensis (Jerdon, 1853) – Mysore day gecko
- C. nairi Inger, Marx, & Koshy, 1984 – Ponmudi day gecko
- C. nandimithrai (Karunarathna et. al., 2019) – Nandimithra's day gecko
- C. nicobaricus Chandramouli, 2020
- C. nigriventris Pal, Mirza, Dsouza, & Shanker, 2021
- C. nilagirica Manamendra-Arachchi, Batuwita, & Pethiyagoda, 2007 – Nilgiri day gecko
- C. nilgala (Karunarathna, Bauer, de Silva, Surasinghe, Somaratna, Madawala, Gabadage, Botejue, Henkanaththegedara, & Ukuwela, 2019 – Nilgala day gecko
- C. nimbus Pal, Mirza, Dsouza, & Shanker, 2021
- C. ornata (Beddome, 1870) – ornate day gecko
- C. otai Das & Bauer, 2000 – Ota's day gecko, Vellore day gecko
- C. palakkadensis Sayyed, Cyriac, & Dileepkumar, 2020 – Palakkad dwarf gecko
- C. palanica Pal, Mirza, Dsouza, & Shanker, 2021
- C. pava Manamendra-Arachchi, Batuwita, & Pethiyagoda, 2007
- C. phillipsi Manamendra-Arachchi, Batuwita, & Pethiyagoda, 2007 – Phillip's day gecko
- C. podihuna Deraniyagala, 1944 – Deraniyagala's gecko
- C. pulchra Manamendra-Arachchi, Batuwita, & Pethiyagoda, 2007
- C. punctata Manamendra-Arachchi, Batuwita, & Pethiyagoda, 2007
- C. rajakarunai Wickramasinghe, Vidanapathirana, & Rathnayaka, 2016
- C. rajgadensis Sayyed, Cyriac, Pardeshi, & Sulakhe, 2021
- C. ranganaensis Sayyed & Sulakhe, 2020 – Rangana dwarf gecko
- C. regalis Pal, Mirza, Dsouza, & Shanker, 2021
- C. retigalensis Wickramasinghe & Munindradasa, 2007 – Retigala day gecko
- C. rishivalleyensis Agarwal, Thackeray, & Khandekar, 2020 – Rishi Valley dwarf gecko
- C. rubraoculus Pal, Mirza, Dsouza, & Shanker, 2021
- C. samanalensis Wickramasinghe & Munindradasa, 2007 – Samanala day gecko
- C. scalpensis (Ferguson, 1877) – Ferguson's day gecko
- C. schalleri Agarwal, Thackeray, & Khandekar, 2021 – Schaller’s Sakleshpur dwarf gecko
- C. shevaroyensis Khandekar, Gaitonde, & Agarwal, 2019 – Shevaroy dwarf gecko
- C. silvula Manamendra-Arachchi, Batuwita, & Pethiyagoda, 2007 – forest day gecko
- C. sisparensis Theobald, 1876 – Sispara day gecko or Theobald's gecko
- C. smaug Pal, Mirza, Dsouza, & Shanker, 2021
- C. stellapulvis Khandekar, Thackeray, & Agarwal, 2020 – stardust dwarf gecko
- C. tanintharyi Lee, Miller, Zug, & Mulcahy, 2019 – Tanintharyi rock gecko
- C. thackerayi Khandekar, Gaitonde, & Agarwal, 2019 – Thackeray's dwarf gecko
- C. thayawthadangyi Lee, Miller, Zug, & Mulcahy, 2019 – Thayawthadangyi Islands rock gecko
- C. tropidogaster Boulenger, 1885 – rough-bellied day gecko or marked-belly gecko
- C. upendrai Manamendra-Arachchi, Batuwita, & Pethiyagoda, 2007 – Upendra's day gecko
- C. uttaraghati Agarwal, Thackeray, & Khandekar, 2021
- C. wallaceii Pal, Mirza, Dsouza, & Shanker, 2021
- C. wicksi (Stoliczka, 1873)
- C. wynadensis (Beddome, 1870) – Wynad day gecko
- C. yelagiriensis Agarwal, Thackeray, Pal, & Khandekar, 2020 – Yelagiri dwarf gecko
- C. yercaudensis Das & Bauer, 2000 – Yercaud day gecko
- C. zacharyi Cyriac, Palot, Deuti, & Umesh, 2020

### Nhóm Thằn lằn đá ngươi tròn Đông Nam Á
- C. aceh Iskandar, McGuire, & Amarasinghe, 2017
- C. adangrawi  Ampai, Rujirawan, Wood, Stuart, & Aowphol, 2019 - Adang-Rawi rock gecko
- C. affinis (Stoliczka, 1870) – Stoliczka's gecko, Pinang Island rock gecko
- C. andalas Iskandar, McGuire, & Amarasinghe, 2017
- C. argus Dring, 1979[5] – Dring's gecko, Argus rock gecko, Lawit Mountain rock gecko
- C. aurantiacopes Grismer & Ngo, 2007[6] – Hon Dat rock gecko
- C. baueri Das & Grismer 2003 – Bauer's rock gecko, Pulau Aur rock gecko
- C. bayuensis Grismer, Grismer, Wood, & Chan 2008 – Kampung Bayu rock gecko, Gua Bayu rock gecko, Bayu Cave rock gecko
- C. bidongensis Grismer, Wood, Ahmad, Sumarli, Vazquez, Ismail, Nance, Mohd-amin, Othman, Rizaijessika, Kuss, Murdoc, & Cobos, 2014 – Pulau Bidong rock gecko
- C. biocellata Grismer, Chan, Nurolhuda, & Sumontha 2008,[7] – twin-spot rock gecko
- C. boulengeri Strauch 1887 – Boulenger's rock gecko, Con Dao round eyed gecko
- C. chanardi Grismer, Sumontha, Cota, Grismer, Wood, Pauwels, & Kunya, 2010[8] - Chan-ard's rock gecko
- C. chanthaburiensis Bauer & Das 1998 – Chanthaburi rock gecko
- C. caudanivea Grismer & Ngo, 2007[9] – Hon Tre Island rock gecko
- C. dezwaani Das 2005[10]
- C. dringi Das & Bauer 1998 – Dring's rock gecko
- C. flavigaster Chan & Grismer 2008 – orange-bellied rock gecko
- C. flavolineata (Nicholls, 1949) – yellow-striped rock gecko
- C. grismeri Wood, Quah, Anuar Ms, & Muin, 2013 - Grismer's rock gecko
- C. hangus Grismer et al., 2014
- C. harimau Chan, Grismer, Anuar, Quah, Muin, Savage, Grismer, Ahmad, Remigio, & Greer, 2010 - tiger rock gecko
- C. huaseesom Grismer, Sumontha, Cota, Grismer, Wood, Pauwels, & Kunya, 2010[8]
- C. jacobsoni Das 2005[10]
- C. kamolnorranathi Grismer, Sumontha, Cota, Grismer, Wood, Pauwels, & Kunya, 2010[8] – Kamolnorranath's rock gecko
- C. karsticola Grismer, Grismer, Wood, & Chan 2008 – karst-dwelling rock gecko
- C. kendallii (Gray, 1845) – Kendall's rock gecko
- C. kumpoli Taylor 1963 – Kumpol's rock gecko, Trang Province gecko
- C. laoensis Grismer, 2010 - Lao rock gecko
- C. leucura Kurita, Nishikawa, Matsui, & Hikida, 2017 - curse rock gecko
- C. limi Das & Grismer 2003 – Tioman Island rock gecko
- C. lineatubercularis Ampai, Wood, Stuart, & Aowphol, 2020 - Lan Saka rock gecko
- C. lineogularis Wood, Grismer, Aowphol, Aguilar, Cota, Grismer, Murdoch, & Sites, 2017 - stripe-throated rock gecko
- C. mahsuriae Grismer, Wood, Quah, Anuar, Ngadi, & Ahmad, 2015 - Mahsuri's rock gecko
- C. mcguirei Grismer, Grismer, Wood, & Chan 2008 – McGuire's rock gecko
- C. mimang Iskandar, McGuire, & Amarsinghe, 2017
- C. modiglianii Das 2005[10]
- C. monachorum Grismer, Ahmad, Chan, Belabut, Muin, Wood, & Grismer, 2009 - Monks's rock gecko
- C. mumpuniae Grismer et al., 2014
- C. muria  Riyanto, Munir, Martamenggala, Fitriana, & Hamidy, 2019
- C. narathiwatensis Grismer, Sumontha, Cota, Grismer, Wood, Pauwels, & Kunya, 2010[8] – Narathiwat rock gecko
- C. neangthyi Grismer, Grismer, & Chav, 2010 – Neang Thy's rock gecko
- C. nigridia (Smith, 1925) – Borneo black gecko, black-spotted rock gecko
- C. niyomwanae Grismer, Sumontha, Cota, Grismer, Wood, Pauwels, & Kunya, 2010[8] – Niyomwan's rock gecko,
- C. nuicamensis Grismer & Ngo, 2007[9] – Nui Cam Hill rock gecko
- C. omari Grismer et al., 2014
- C. pagai Iskandar, McGuire, & Amarsinghe, 2017
- C. paripari Grismer & Onn, 2009 - fairy rock gecko
- C. pemanggilensis Grismer & Das 2006 – Johor, West Malaysia – Pemanggil Island rock gecko
- C. peninsularis Grismer et al., 2014 – peninsular rock gecko
- C. perhentianensis Grismer & Chan, 2008
- C. phangngaensis Wood, Grismer, Aowphol, Aguilar, Cota, Grismer, Murdoch, & Sites, 2017 - Phang Nga rock gecko
- C. phuketensis Das & Leon 2004,[11]
- C. pseudomcguirei Grismer, Ahmad, Chan, Belabut, Muin, Wood, & Grismer, 2009 - false McGuire's rock gecko
- C. psychedelica Grismer, Ngo, & Grismer, 2010 – psychedelic rock gecko
- C. punctatonuchalis Grismer, Sumontha, Cota, Grismer, Wood, Pauwels, & Kunya, 2010[8] – spotted-neck rock gecko
- C. purnamai Riyanto, Hamidy, Sidik, & Gunalen, 2017[12]
- C. rajabasa Amarasinghe, Harvey, Riyanto, & Smith, 2015
- C. roticanai Grismer & Onn, 2010[13] – Roti Canai rock gecko
- C. selamatkanmerapoh Grismer, Wood, Mohamed, Chan, Heinz, Sumarli, Chan & Loredo, 2013 - Merapoh rock gecko
- C. selenolagus Grismer, Yushchenko, Pawangkhanant, Nazarov, Naiduangchan, Suwannapoom & Poyarkov, 2020 - Moon Rabbit Rock Gecko
- C. shahruli Grismer, Chan, Quah, Muin, Savage, Grismer, Ahmad, Greer, & Remegio, 2010 - Shahrul's rock gecko
- C. siamensis (Smith, 1925) – Siamese rock gecko
- C. stongensis Grismer et al., 2014
- C. sundagekko Grismer et al., 2014
- C. sundainsula Grismer et al., 2014
- C. tapanuli Iskandar, McGuire, & Amarsinghe, 2017
- C. tarutaoensis  Ampai, Rujirawan, Wood, Stuart, & Aowphol, 2019 - Tarutao rock gecko
- C. temiah Grismer et al., 2014
- C. thachanaensis Wood, Grismer, Aowphol, Aguilar, Cota, Grismer, Murdoch, & Sites, 2017
- C. tubaensis Quah, Wood, Anuar, & Muin, 2020 – Tuba Island rock gecko
- C. tucdupensis Grismer & Ngo, 2007[9] – Tuc Dup Hill rock gecko
- C. timoriensis Duméril & Bibron 1836,[14]
- C. vandeventeri Grismer, Sumontha, Cota, Grismer, Wood, Pauwels, & Kunya, 2010[8] – VanDeventer's rock gecko
- C. whittenorum Das 2005[10]